# Bi Skaarup
Bi Skaarup (født 9. september 1952 i København, død 15. marts 2014 sammesteds) var en dansk arkæolog, forfatter, madhistoriker og foredragsholder. Hun var museumsinspektør på Københavns Bymuseum fra 1985 til 2006 og skrev i den forbindelse flere artikler om metroudgravningerne. Hun har skrevet flere kogebøger om historisk mad, og i 2012 blev hun præsident for Det Danske Gastronomiske Akademi, som hun havde været medlem af i 1991. Hun har medvirket i adskillige programmer om historisk madlavning særligt på dk4 med journalisten Frantz Howitz. Hun døde i foråret 2014 efter længere tids sygdom. Hun er blevet omtalt som en pioner inden for sit arbejde og forskning inden for madhistorie.

## Karriere
Bi Skaarup blev cand.phil. i Middelalderarkæologi fra Aarhus Universitet i 1984 og skrev speciale om middelalderlige køkkener og køkkenteknologi. Året efter blev hun museuminspektør på Københavns Bymuseum, hvor hun havde ansvaret for formidlingen af Københavns historie op til år 1660. Hun medvirkede også i de arkæologiske undersøgelser i forbindelse med etableringen af Københavns Metro og hun stod for flere udstillinger bl.a. om disse udgravninger. Hun bestred denne stilling til 2006.
I 1991 blev hun medlem af Det Danske Gastronomiske Akademi, og i 2012 blev hun udnævnt som dets præsident. Hun var også medlem af Danske Madpublicister.
I 1996 blev hun medlem af kulturministerens arbejdsgruppe om dansk madkultur. Året efter var hun medstifter af foreningen Den Historiske Fest.
I 1995-96 var hun med til at udvikle middelalderrestauranten Den Gyldne Svane på det arkæologiske frilandsmuseum Middelaldercentret ved Nykøbing Falster. Middelaldercentret fortsatte samarbejdet med Skaarup til hendes død.
Skaarup har skrevet flere kogebøger med historiske opskrifter.
1999 var erklæret nationalt middelalderår, og Skaarup var med i koordineringsudvalget for Øresundsregionen. Hun stod for flere kulturhistoriske arrangementer, og hun udgav kogebogen Middelaldermad. Kulturhistorie, kilder og 99 opskrifter sammen med sin daværende mand Henrik Jacobsen. Bogen indeholdt forskellige opskrifter fra middelalderen, bl.a. fra hendes speciale, og flere fra den første kogebog skrevet på dansk Libellus De Arte Coquinaria fra Henrik Harpestrengs manuskript. Der er flere, som bruges i Den Gyldne Svane, og forskellige middelaldergrupper bruger også kogebogen. I 2006, der var nationalt renæssanceår, udgav hun en lignende bog om Renæssancemad. Hendes sidste kogebog var Bag brødet - dansk brød og bagning gennem 6.000 år fra 2010, der gennemgår brød og bagningens historie samt indeholder historiske opskrifter. Til bogens opskrifter har Skaarup afprøvet en lang række opskrifter på brød, både ud fra nedskevne fremgangsmåder, og ud fra arkæologiske brødrester fundet rundt omkring. Bag brødet opnåede i 2011 en andenplads i afstemningen om "Årets historiske bog" som bliver uddelt af Dansk Historisk Fællesråd.
Skaarup var medforfatter til Gastronomisk Leksikon der blev udgivet af Det Danske Gastronomiske Akademi, og hun har været konsulent på flere kogebøger og historiske arrangementer, hvor hun bl.a. har hjulpet Claus Meyer med flere kogebøger, lavet historiske fester på Koldinghus og Vikingeskibsmuseet i Roskilde, hvor hun udarbejde den oprindelige menu til restauranten. Hun var ligeledes en ivrig foredragsholder.
Bi Skaarup har medvirket i talrige radio- og tv-programmer om madlavning og madkultur, skrevet flere artikler, holdt foredrag og undervist på universiteter og højskoler. På dk4 har hun flere gange medvirket i programmer om madkultur sammen med Frantz Howitz. Programmerne tæller bl.a. Skærtoft Mølle (2012) om brødbagningens historie, Bondekost (2013) og Historisk julemad med Bi Skaarup (2010).
Som inspektør for bymuseet var hun i 2006 konsulent på DRs tv-julekalender Absalons Hemmelighed. Senere samme år sagde hun sit job op på Københavns Bymuseum for at hellige sig til forskning i madhistorie. Sammen med sin mand, historikeren Louis Husballe, købte hun gården Elysium på Nordfalster, som de drev som forsknings- og kursuscenter for historisk mad. De ombyggede en del af gården til et professionelt industrikøkken for at kunne afholde madlavningskurser. Hun samarbejdede flere gange med Museum Lolland-Falster. Hun var særligt glad for kvæder, som hun mente bliver brugt alt for lidt i det danske køkken. Hun blev portrætteret i Jes Fabricius Møllers bog Historiens Ildsjæle fra 2009, der omhandler i alt 18 ildsjæle inden for historie i Danmark.

## Død
Bi Skaarup døde den 15. marts 2014. Hun er begravet på Sorgenfri Kirkegård.
DK4 sendte mindeprogrammet En kongelig middag for Chr. d. 2. på Sønderborg Slot, der blev optaget i 2010 med Bi Skaarup og Frantz Howitz. I programmet benyttede Skaarup gamle regnskabsbøger til at fremstille nogle af de retter, som Christian 2. spiste i sit fangeskab på Sønderborg Slot. Kanalen lagde ligedes en mindevideo indtalt af Howitz på YouTube, der gennemgår hendes og kanalens samarbejde.
Skaarup blev posthumt nomineret til prisen "Akademisk madformidling" 2014, der uddeles af mad+medier. Prisen gik til Else-Marie Boyhus.

### Bøger
- 1994 På besøg i stenalderen, foto af Hans Juhl. Forlaget Klematis. ISBN 87-7721-511-7[33]
- 1994 På besøg i jernalderen, foto af Hans Juhl. Forlaget Klematis. ISBN 87-7721-422-6[34]
- 1994 På besøg i landsbyen for 100 år siden, foto af Hans Juhl. Forlaget Klematis. ISBN 87-7721-502-8[35]
- 1997 Mad og spisevaner i middelalderen, Middelaldercentret[36] ISBN 87-984133-6-8
- 1999 Middelaldermad. Kulturhistorie, kilder og 99 opskrifter. Med Henrik Jacobsen. ISBN 978-87-00-48716-1
- 2006 Renæssancemad. Opskrifter og køkkenhistorie fra Christian 4.'s tid ISBN 978-87-02-04704-2
- 2011 Bag brødet: dansk brød og bagning gennem 6000 år ISBN 978-87-02-11804-9
- 2014 Kongelige Tafler[37]

### Artikler
- 1988 "Arkæologiske undersøgelser i København", Københavns Kronik nr. 42, s. 5-8
- 1991 "Gammeltorv - Nytorv", Københavns Kronik nr. 53, s. 3-7
- 1992 "Nyt om Københavns arkæologi", Københavns Kronik nr. 58, s. 8
- 1993 "Nyt om Københavns arkæologi", Københavns Kronik nr. 61, s. 3-4
- 1993 "Storbyens rødder", Skalk nr. 6, s. 18-27
- 1994 "Soffye", Skalk nr. 5, s. 26-29
- 1995 "Nyt om Københavns arkæologi", Københavns Kronik nr. 67, s. 2-3
- 1997 "1000-års historie under Kongens Nytorv", Københavns Kronik nr. 77, s. 5-9

### Bidrag
- Dahl, Bjørn Westerbeek; Skaarup, Bi og Christensen, Peter Thorning; Guide til Københavns Befæstning. 900 års befæstningshistorie, København: Miljø- og Energiministeriet, Skov- og Naturstyrelsen 1996. ISBN 87-7279-029-6 Online Arkiveret 5. november 2014 hos  Wayback Machine
- Jacobsen, Jan Krag; Husby, Ida; Skaarup, Bi; Holm, Lotte; Carlsen, Helle Brønnum; Bojesen, Rasmus Bo (1997), Maden i kulturhistorisk perspektiv
- Jacobsen, Jan Krag; Husby, Ida; Skaarup, Bi; Holm, Lotte; Carlsen, Helle Brønnum; Bojesen, Rasmus Bo (1997), Den danske madkultur, Kulturministeriet, arkiveret fra originalen 26. maj 2009, hentet 29. december 2014
- Pedersen, Carl Th.; Fakstorp, Jørgen (red.) Gastronomisk Leksikon, 2010 ISBN 978-87-17-04043-4
- Roesdahl, Else (red.) Dagligliv i Danmarks Middelalder. Kapitel: "Samfærdsel, handel og penge", 1999 ISBN 87-00-22888-5.

### Omtale
- Møller, Jes Fabricius (2009). Historiens ildsjæle. Dansk Historisk Fællesråd. ISBN 978-87-7423-101-1. {{cite book}}: |access-date= kræver at |url= også er angivet (hjælp)

## Filmografi
- 2006 Fra Absalon til Christian - beretningen om Københavns befæstning
- 2006 Absalons Hemmelighed (afsnit 1, cameo)
- 2010 En kongelig middag for Chr. d. 2. på Sønderborg Slot
- 2010 Historisk julemad med Bi Skårup
- 2012 Skærtoft Mølle
- 2013 Bondekost